# Untrinilium
Untrinilium ist das nicht nachgewiesene chemische Element mit der Ordnungszahl 130. Da von diesem Element keine natürlichen Isotope existieren, müsste es auf künstliche Weise durch Kernfusion erzeugt (synthetisiert) werden. Der Name ist vorläufig und leitet sich von der Ordnungszahl ab. Untrinilium ist möglicherweise das zehnte Element, das ein g-Orbital besitzt, und besitzt wahrscheinlich die Elektronenkonfiguration [Og] 8s2 8p2 6f3 5g5. Im erweiterten Periodensystem gehört es zu den Transactinoiden (im „normalen“ Periodensystem ist es nicht dargestellt).

## Chemische Eigenschaften
Für das Element 130 wird nicht erwartet, dass Atome lange genug existieren, um eine Elektronenkonfiguration um den Kern zu bilden oder dass sogar chemische Bindungen entstehen. Chemische Eigenschaften sind also nicht definierbar.